# 里科·羅德里格茲
尼科·羅德里格茲 （西班牙語：Rico Rodriguez，1998年7月31日—），美國演員，因為在《摩登家庭》中飾演曼尼·德爾加多（Manny Delgado）一角而成名。

## 早年生活
羅德里格茲出生於德克薩斯州的布賴恩，父母親黛安·羅德里格茲和羅伊·羅德里格茲從事商店老闆。另外他也有兩個分別名叫雷與小羅伊的哥哥和名叫莉尼的姐姐。他們全家人都有墨西哥人的血統。

## 事業生涯
直到2006年他的姐姐開始演戲前，羅德里格茲都從來沒有考慮過要成為一名演員。他在2010年的採訪中對此事表態：「我想我應該會當一個全國運動汽車競賽協會的廚師去上月球吧。」
2009年9月，羅德里格茲在美國廣播公司的情景喜劇《摩登家庭》中飾演曼尼·德爾加多（Manny Delgado）一角。因此與摩登家庭眾角色一起連續兩次（2011，2012）獲得美國演員工會獎的喜劇系列傑出表現組合獎，除此之外他們亦囊括了該一獎項的所有提名 。
2012年，羅德里格茲出版了自己編寫的書，名為《Reel Life Lessons ... So Far》。

## 出演

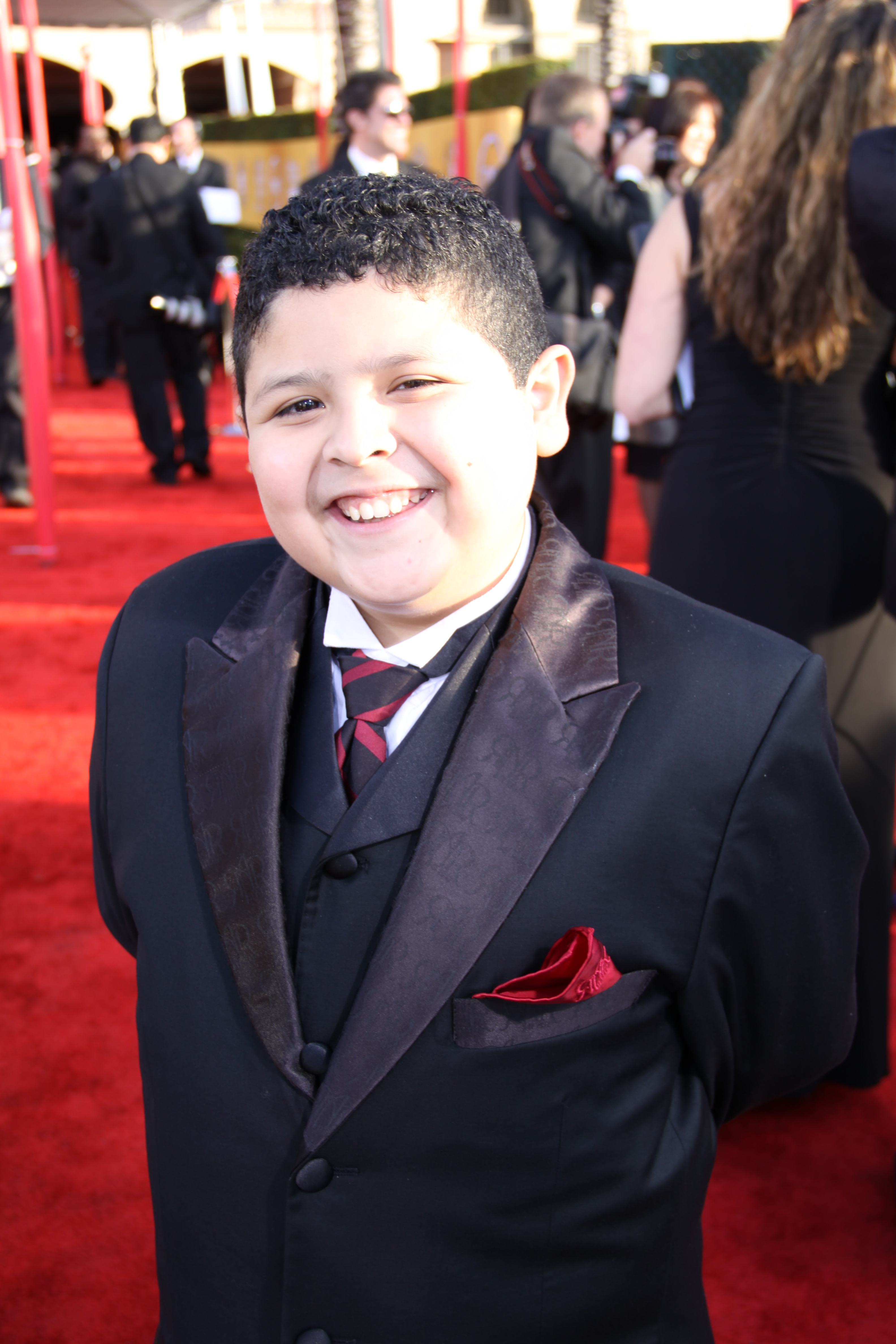
羅德里格茲在神殿禮堂中，攝於2010年1月23日的美國演員工會獎頒獎典禮

### 電視節目
- 《奧斯汀與艾莉》 (1集)
- 《吉米雞毛秀》（2006–2007） – 拿著冰淇淋的愛開玩笑的小孩 （10集）
- 《柯瑞當家》 （2007） – 尼科 （2集）
- 《爱你到死（英语：'Til Death）》 （2007） （1集）
- 《急診室的春天》 （2007） – 詹姆斯 （1集）
- 《整形春秋》（2007）– 小孩 #1 （1集）
- 《愛卡莉》 （2007） – 騎玩具馬的男孩 （Episode：「iRue the Day」）
- 《樂透趴趴走》 （2008） – 小孩 （1集）
- 《重返犯罪現場》 （2009） （第6季第19集：「捉迷藏」） – 特拉維斯
- 《摩登家庭》 （2009–2020） – 曼尼·德爾加多
- 《芝麻街》 （2010） – 主持人
- 2011兒童評選大獎（英语：2011 Kids' Choice Awards） （2011） – 主持人
- 《冒險王奇克》 （2011）（1集）
- 《我愛夏莉》 （2011） – 李奧 （1集）
- 《R. L.斯坦的令人難忘的一小時（英语：R.L. Stine's The Haunting Hour）》 （2012） – 小孩 （Episode：「哭泣的女人」）
- 《瘋狂》 （2012） – 諾曼 / 盛裝打扮的男孩 / 奈勒斯·潘貝魯特 （1集）
- 2013兒童評選大獎（英语：2013 Kids' Choice Awards） （2013） – 共同主持 （另一位為尼克·卡農） （主要主持人：喬許·杜默）

### 電影
- 《史詩大帝國》 （未在演員名單中）（2007） - 陳奇托
- 《帕克》 （2007） - 操場上的孩子 #2
- 《提防保姆》 （2008） - 馬可
- 《截然相反的日子（英语：Opposite Day (film)）》 （2009） - 看羊人
- 《慈善星輝布公仔》 （2011）- 客串演出
- 《阿爾瑪獎》 （2011） - 飾演他自己
- 《美式埃爾：電影（英语：El Americano: The Movie）》 （2015） - Cuco[8][9]

## 獎項與提名
| 獎項                                     | 類別                       | 結果 | 受獎人                                                       |
| ---------------------------------------- | -------------------------- | ---- | ------------------------------------------------------------ |
| 2010年青年藝人獎                         | 電視劇中的傑出團體         | 獲獎 | 尼科·羅德里格茲（與諾蘭·古爾德和亞莉爾·維塔並列）            |
| 2010年青少年選擇獎                       | 自選的突出電視男演員       | 提名 | 尼科·羅德里格茲                                              |
| 2011年青年藝人獎                         | 電視劇中的傑出團體         | 提名 | 尼科·羅德里格茲（與諾蘭·古爾德和亞莉爾·維塔並列）            |
| 2011年青少年選擇獎                       | 自選的電視劇中最搶風頭的人 | 提名 | 尼科·羅德里格茲                                              |
| 時代雜誌評選2014年25位最具影響力的青少年 | -                          | 獲獎 | 尼科·羅德里格茲（與黃之鋒和馬拉拉·優素福扎伊等23位青年並列） |

## 外部連結
- Rico Rodriguez在互联网电影资料库（IMDb）上的資料（英文）